# Список политических партий Онтарио
Ниже приведен список политических партий, существующих в провинции Онтарио, Канада.

## Партии, представленные вЗаконодательном собрании Онтарио
| Логотип | Название                                   | Оригинальное название                                                                            | Год основания | Идеология         | Лидер                | Мест |
| ------- | ------------------------------------------ | ------------------------------------------------------------------------------------------------ | ------------- | ----------------- | -------------------- | ---- |
|         | Прогрессивно-консервативная партия Онтарио | англ. Progressive Conservative Party of Ontario фр. Parti progressiste-conservateur de l'Ontario | 1854          | Консерватизм      | Даг Форд             | 73   |
|         | Новая демократическая партия Онтарио       | англ. Ontario New Democratic Party фр. Nouveau Parti démocratique de l'Ontario                   | 1961          | Социал-демократия | Андреа Хорват        | 40   |
|         | Либеральная партия Онтарио                 | англ. Ontario Liberal Party фр. Parti libéral de l'Ontario                                       | 1857          | Либерализм        | Джон Фрейзер (и. о.) | 6    |
|         | Партия зеленых Онтарио                     | англ. Green Party of Ontario фр. Parti vert de l’Ontario                                         | 1983          | Зеленая политика  | Майк Шрайнер         | 1    |

### Другие партии, участвовавшие в выборах в Онтарио
Партии перечислены в том порядке, в котором они расположены в избирательных списках на выборах в Онтарио.
| Логотип | Название                                              | Оригинальное название | Год основания | Идеология                                                  | Лидер               | Примечания |
| ------- | ----------------------------------------------------- | --- | ------------- | ---------------------------------------------------------- | ------------------- | --- |
|         | Канадская экономическая партия                        | англ. Canadian Economic Party фр. Parti Économique Canadien                                                                |               |                                                            | Патрик Джеффри Найт | |
|         | Канадская партия выбора                               | англ. Canadians' Choice Party фр. Le Parti du choix des Canadiens et Canadiennes                                           | 2011          | Либертарианский консерватизм, правый популизм              | Бахман Йезданфар    | |
|         | Коммунистическая партия Канады (Онтарио)              | англ. Communist Party of Canada (Ontario) фр. Parti communiste du Canada (Ontario)                                         | 1940          | Коммунизм                                                  | Дейв Макки          | С 1941 по 1949 год известна как Лейбористско-прогрессивная партия. С 1943 по 1951 год имела два места (одно с 1951 по 1955 год)        |
|         | Консенсус Онтарио                                     | англ. Consensus Ontario фр. Consensus de l'Ontario                                                                         | 2017          | Популизм, консенсусное правительство                       | Брэд Харнесс        | |
|         | Партия культурного движения Онтарио                   | англ. Cultural Action Party of Ontario фр. Parti du mouvement culturel de l'Ontario                                        | 2016          | Социал-консерватизм, оппозиция иммиграции                  | Артур Смитерман     | Ранее Канадская учредительная партия (2016—2017)                                                                                       |
|         | Партия свободы Онтарио                                | англ. Freedom Party of Ontario фр. Parti de la Liberté - Ontario                                                           | 1984          | Либертарианство, объективизм                               | Пол Маккивер        | |
|         | Веганская экологическая партия                        | англ. Vegan Environmental Party фр. Fête écologique végétalienne                                                           | 2011          | Энвайронментализм, права животных                          | Пол Фигейрас        | Также именуется Go Vegan |
|         | Мультикультурная партия Онтарио                       | англ. Multicultural Party of Ontario фр. Parti Multiculturel de l'Ontario                                                  | 2018          | Мультикультурная политика                                  | Василь Лучков       | |
|         | Не одна из вышеперечисленных партия прямой демократии | англ. None of the Above Direct Democracy Party фр. Aucune de ces Réponses Démocratie Directe Parti                         | 2014          | Прямая демократия                                          | Грег Везина         | |
|         | Партия северного Онтарио                              | англ. Northern Ontario Party фр. Parti de l'Ontario Nord                                                                   | 1977          | Регионализм                                                | Шон Пуарье (и. о.)  | Возрождена в 2010 |
|         | Альянс Онтарио                                        | англ. Ontario Alliance фр. Alliance de l'Ontario                                                                           | 2017          | Социал-консерватизм, правый популизм                       | Джошуа Эриксон      | |
|         | Либертарианская партия Онтарио                        | англ. Ontario Libertarian Party фр. Parti libertarien de l'Ontario                                                         | 1975          | Либертарианство                                            | Роб Фергюсон        | |
|         | Умеренная партия Онтарио                              | англ. Ontario Moderate Party фр. Parti tempéré de l'Ontario                                                                | 2014          | Центризм                                                   | Юрий Дубойский      | |
|         | Партия Онтарио                                        | англ. Ontario Party фр. Parti de l'Ontario                                                                                 | 2018          | Социал-консерватизм, правый популизм                       | Джей Тайсик         | |
|         | Партия провинциальной Конфедерации регионов Онтарио   | англ. Ontario Provincial Confederation of Regions Party фр. Parti de la Confédération provinciale des régions de l'Ontario | 1989          | Канадский национализм, социал-консерватизм, анти-двуязычие | Мюррей Рид          | |
|         | Партия социальных реформ Онтарио                      | англ. Ontario Social Reform Party фр. Parti de la reforme sociale de l'Ontario                                             | 2018          | Центризм                                                   | Абу Алам            | |
|         | Парламентская партия свободы                          | англ. Parliamentary Freedom Party фр. Parlementaire Liberté                                                                | 2018          | Консенсусное правительство                                 | Роб Макменми        | |
|         | Партия для людей с особыми потребностями              | англ. Party for People with Special Needs фр. Parti pour les gens qui ont des besoins spéciaux                             | 2007          | Движение за права инвалидов, мультикультурная политика     | Хилтон Милан        | |
|         | Партия объективной истины                             | англ. Party of Objective Truth фр. Parti de la Vérité Objectif                                                             | 2018          |                                                            | Деррик Л. Мэтьюз    | |
|         | Партия бедняков Онтарио                               | англ. Pauper Party of Ontario фр. Parti Pauvre de l'Ontario                                                                | 2011          | Социальный кредит, либертарианство                         | Джон Турмель        | |
|         | Остановить изменение климата                          | англ. Stop Climate Change фр. Arrêtons le Changement Climatique                                                            | 2018          | Энвайронментализм, мультикультурная политика               | Кен Ранни           | |
|         | Остановить новую программу Sex-Ed                     | англ. Stop the New Sex-Ed Agenda фр. Arrêtez le nouveau programme Sex-Ed                                                   | 2016          | Социал-консерватизм, мультикультурная политика             | Куини Ю             | |
|         | Народная политическая партия                          | англ. The Peoples Political Party фр. Le Parti politique populaire                                                         | 2011          | Левый популизм                                             | Кевин Кларк         | |
|         | Партия нового народного выбора Онтарио                | англ. The New People's Choice Party of Ontario фр. Le nouveau Parti du choix du public de l'Ontario                        | 2017          | Левоцентризм                                               | Дэрил Кристофф      | |
|         | Триллиум-партия Онтарио                               | англ. Trillium Party of Ontario фр. Parti Trillium de l’Ontario                                                            | 2014          | Социал-консерватизм, правый популизм                       | Боб Яцюк            | Кратковременно занимала одно место в Законодательном собрании в 2017—2018 годах после того, как депутат Джек Макларен вступил в партию |

## Незарегистрированные партии
- Лига социалистического действия
- Североамериканская лейбористская партия
- Гуманистическая партия Онтарио
- Социалистическая партия Онтарио

## Исторические партии, занимавшие места в Законодательном собрании
- Федерация кооперативов Содружества (первые выборы в 1934) (1932—1961)
- (Независимые) Лейбористы (1874—1937)
- Лейбористско-прогрессивная партия (1941—1959)
- Либералы-лейбористы (1943—1970)
- Либералы-прогрессисты (1934—1940)
- Солдаты (1919—1923)
- Меценаты промышленности (1894)
- Протестантская ассоциация защиты (1894)
- Объединённые фермеры Онтарио (1918—1940)

## Партии до конфедерации
- Партия реформ
- Семейный пакт (правящая группа до 1837 года)

## Другие исторические партии
| Название                                            | Годы деятельности | Примечания                                                |
| --------------------------------------------------- | ----------------- | --------------------------------------------------------- |
| Партия равного родительского воспитания             | 2014-2018         |                                                           |
| Партия естественного права Онтарио                  | 1993-2000         |                                                           |
| Новая партия реформ Онтарио                         | 1987-2016         | Известна как Партия семейной коалиции Онтарио в 1987—2015 |
| Альтернатива для Онтарио                            | 2007              |                                                           |
| Партия за права человека в Онтарио                  | 2011              |                                                           |
| Народная республиканская партия Онтарио             | 2007              |                                                           |
| Партия реформ Онтарио                               | 1989-2015         |                                                           |
| Представительная партия Онтарио                     | 2005              |                                                           |
| Партия социального кредита Онтарио/Союз избирателей | 1945-1970-е       |                                                           |
| Unparty                                             | 1980-1983         | Преемником является Партии свободы Онтарио                |

### Муниципальные партии Торонто
| Название                           | Годы деятельности |
| ---------------------------------- | ----------------- |
| Партия Торонто                     | 2007              |
| Гражданское действие (CIVAC)       | 1969              |
| Новая демократическая метро-партия | 1969-1990-е       |
| Гражданские либералы               | 1969              |